# Méthyldichlorarsine
La méthyldichlorarsine, parfois abrégé MD, est un composé organo-arsénié de formule chimique CH3AsCl2. Il s'agit d'un liquide volatil incolore hautement toxique qui a été utilisé comme arme chimique par les Allemands à la fin de la Première Guerre mondiale. C'est le premier composé organo-arsénié à avoir été militarisé.
Certains symptômes d'une exposition à la méthyldichlorarsine évoquent ceux du sumac grimpant, mais on observe aussi une irritation des yeux et du nez, bien que l'apparition de phlyctènes (cloques) puisse être retardée de plusieurs heures. Parmi les autres symptômes, on peut observer : brûlure chimique avec formation de vésicules, blépharospasme et photophobie, convulsions, douleur abdominale, toux et dyspnée avec lésions de l'appareil respiratoire qui peuvent apparaître trois à cinq jours après exposition à la substance ; une hémolyse est également possible. Elle n'est pas persistante, c'est-à-dire qu'elle se dissipe rapidement, mais n'en reste pas moins potentiellement mortelle.
Un masque à gaz avec du charbon actif peut offrir une certaine protection contre la méthyldichlorarsine, mais cette dernière est susceptible de traverser le caoutchouc, ce qui rend certaines protections inefficaces. L'hydroxyde de sodium et certains produits de blanchissage sont utilisés pour la décontamination de la méthyldichlorarsine.